# 1996년 K리그
1996년 K리그는 K리그 출범 이후 13년째 대회이다. 본 대회는 라피도컵 프로축구대회로 대회를 이끌어 갔다.

## 시즌 개요

### 운영 방식
1996년에 이르러 연맹은 리그에 대한 몇 가지 개선 방안을 내놓았다. 첫 번째로 전임심판제를 도입하여 판정에 대한 불만을 해소하고 경기운영의 질을 향상하려 했다. 두 번째로 신의손 같은 외국인 골키퍼들의 득세로, 국내 골키퍼 선수를 보호하는 제도를 확립하였다. 그 결과 외국인 골키퍼의 출장수는 리그 전체 일정의 3분의 2로 줄어들게 되었다. 
마지막으로, 연맹은 리그 흥행을 부진을 만회하기 위해 기존의 지역연고제를 보완한 완전지역연고제를 시행하여 당시로서는 파격적인 구단명칭에 연고지역명을 붙이기 시작하였다. 또한 연맹과 정부는 월드컵 유치를 위한 지방축구 활성화라는 명분으로 서울 연고의 3개팀 (일화 천마, 유공 코끼리, LG 치타스)를 각각, 천안, 부천, 안양으로 연고지를 이전시키는 이른바 서울 연고 공동화 정책을 강제시행한다. 대신 다른 지역의 프로축구팀이 서울에서 경기를 치르게 하였다. 서울이란 프로스포츠 최대시장을 스스로 포기하는 우매한 정책이라는 평가를 받고 있으며, 훗날 이 3개팀의 연고지가 계속 바뀌는 결과를 낳고 만다.
1995년 12월 창단한 신생팀 수원 삼성 블루윙즈는 첫 시즌에서 챔피언 결정전까지 올라가 준우승을 거두는 활약을 보였다.

### 참가 구단
| # | 팀명               | 연고지     | 리그 참여년도 | 전년도 순위 |
| - | ------------------ | ---------- | ------------- | ----------- |
| 1 | 천안 일화 천마     | 천안시     | 1989년        | 우승        |
| 2 | 포항 아톰즈        | 포항시     | 1983년        | 준우승      |
| 3 | 부천 유공          | 부천시     | 1983년        |             |
| 4 | 울산 현대 호랑이   | 울산시     | 1984년        |             |
| 5 | 안양 LG 치타스     | 안양시     | 1984년        |             |
| 6 | 부산 대우 로얄즈   | 부산직할시 | 1983년        |             |
| 7 | 전북 다이노스      | 전라북도   | 1995년        |             |
| 8 | 전남 드래곤즈      | 전라남도   | 1995년        |             |
| 9 | 수원 삼성 블루윙즈 | 수원시     | 1996년        |             |

## 시즌 순위

### 전기리그 순위
| 순위 | 팀                 | 경기수 | 승 | 무 | 패 | 득 | 실 | 차  | 승점 |
| ---- | ------------------ | ------ | -- | -- | -- | -- | -- | --- | ---- |
| 1    | 울산 현대 호랑이   | 16     | 11 | 3  | 2  | 32 | 17 | +16 | 36   |
| 2    | 포항 아톰즈        | 16     | 10 | 5  | 1  | 24 | 12 | +12 | 35   |
| 3    | 수원 삼성 블루윙즈 | 16     | 9  | 3  | 4  | 28 | 18 | +10 | 30   |
| 4    | 부천 유공          | 16     | 5  | 5  | 6  | 28 | 29 | -1  | 20   |
| 5    | 전북 다이노스      | 16     | 5  | 4  | 7  | 21 | 25 | -4  | 19   |
| 6    | 전남 드래곤즈      | 16     | 5  | 3  | 8  | 18 | 29 | -11 | 18   |
| 7    | 부산 대우 로얄즈   | 16     | 4  | 3  | 9  | 23 | 28 | -5  | 15   |
| 8    | 안양 LG 치타스     | 16     | 4  | 3  | 9  | 21 | 28 | -7  | 15   |
| 9    | 천안 일화 천마     | 16     | 2  | 5  | 9  | 17 | 26 | -9  | 11   |

### 후기리그 순위
| 순위 | 팀                 | 경기수 | 승 | 무 | 패 | 득 | 실 | 차  | 승점 |
| ---- | ------------------ | ------ | -- | -- | -- | -- | -- | --- | ---- |
| 1    | 수원 삼성 블루윙즈 | 16     | 9  | 6  | 1  | 29 | 15 | +14 | 33   |
| 2    | 부천 유공          | 16     | 8  | 4  | 4  | 27 | 22 | +5  | 28   |
| 3    | 포항 아톰즈        | 16     | 7  | 5  | 4  | 30 | 26 | +4  | 26   |
| 4    | 부산 대우 로얄즈   | 16     | 5  | 6  | 5  | 22 | 23 | -1  | 21   |
| 5    | 천안 일화 천마     | 16     | 6  | 3  | 7  | 35 | 37 | -2  | 21   |
| 6    | 전남 드래곤즈      | 16     | 4  | 6  | 6  | 22 | 24 | -2  | 18   |
| 7    | 전북 다이노스      | 16     | 5  | 3  | 8  | 20 | 24 | -3  | 18   |
| 8    | 안양 LG 치타스     | 16     | 4  | 5  | 7  | 23 | 28 | -5  | 17   |
| 9    | 울산 현대 호랑이   | 16     | 5  | 0  | 11 | 28 | 37 | -9  | 15   |

## 경기 결과

### 포스트시즌

#### 챔피언결정전
| 1차전 11월 9일 | 울산 현대 호랑이 | 0 : 1 | 수원 삼성 블루윙즈 | 울산공설운동장 |  |  |
|                |                  |       | 조현두 21′         |                |  |  |
|                |                  |       |                    |                |  |  |

| 2차전 11월 16일 | 수원 삼성 블루윙즈 | 1 : 3 | 울산 현대 호랑이                     | 수원종합운동장 |  |  |
|                 | 이기근 47′         |       | 김현석 31′ · 유상철 61′ · 황승주 80′ |                |  |  |
|                 |                    |       |                                      |                |  |  |

울산 현대 호랑이가 종합 3-2로 우승하였다.

## 우승 구단
| 1996년 K-리그 우승            |
| ----------------------------- |
| 울산 현대 호랑이 첫 번째 우승 |

## 같이 보기
- 1996년 K리그 챔피언결정전
- 1996년 리그컵
- 1996년 대한민국 FA컵